# 伊格纳西奥·科沃斯
伊格纳西奥·科沃斯（西班牙語：Ignacio Cobos，1966年6月12日—），西班牙男子曲棍球运动员。他曾代表西班牙参加1984年和1996年夏季奥林匹克运动会曲棍球比赛，其中1996年奥运会获得一枚银牌。